# بطولة العالم لسباق الدراجات على الطريق 2009
بطولة العالم لسباق الدراجات على الطريق 2009 هي الدورة ال82 من بطولة العالم لسباق الدراجات على الطريق، أجريت في منديريسو، سويسرا. في الفترة 23–27 سبتمبر 2009.

## النتائج النهائية
| المسابقة              | ذهبية                                | فضية                            | برونزية                         |
| --------------------- | ------------------------------------ | ------------------------------- | ------------------------------- |
| الرجال                |                                      |                                 |                                 |
| سباق الطريق ضد الساعة | كاديل إفانز (أستراليا)               | ألكسندر كولوبنيف (روسيا)        | خواكيم رودريغيث (إسبانيا)       |
| سباق الطريق المداري   | فابيان كانسيليرا (سويسرا)            | غوستاف لارسون (السويد)          | طوني مارتين (ألمانيا)           |
| السيدات               |                                      |                                 |                                 |
| سباق الطريق ضد الساعة | كريستين ارمسترونغ (الولايات المتحدة) | Noemi Cantele ‏ (إيطاليا)        | ليندا فيلومسين (الدنمارك)       |
| سباق الطريق المداري   | تاتيانا جوديرزو (إيطاليا)            | ماريان فوس (هولندا)             | Noemi Cantele ‏ (إيطاليا)        |
| رجال أقل من 23 سنة    |                                      |                                 |                                 |
| سباق الطريق المداري   | رومان سيكار (فرنسا)                  | كارلوس بيتانكور (كولومبيا)      | Egor Silin ‏ (روسيا)             |
| سباق الطريق ضد الساعة | جاك بوبريدجي (أستراليا)              | Nélson Oliveira (البرتغال)      | باتريك جريتش (ألمانيا)          |
| شبان                  |                                      |                                 |                                 |
| سباق الطريق المداري   | جاسبر ستوفين (بلجيكا)                | ارنو ديمار (فرنسا)              | Marco Haller (النمسا)           |
| سباق الطريق ضد الساعة | Luke Durbridge ‏ (أستراليا)           | لوسون كرادوك (الولايات المتحدة) | لاسي نورمان هانسن (الدنمارك)    |
| شابات                 |                                      |                                 |                                 |
| سباق الطريق المداري   | Rossella Callovi ‏ (إيطاليا)          | بولين فيرون-برفوت (فرنسا)       | Susanna Zorzi ‏ (إيطاليا)        |
| سباق الطريق ضد الساعة | Hanna Solovey ‏ (أوكرانيا)            | بولين فيرون-برفوت (فرنسا)       | Elizaveta Oshurkova ‏ (أوكرانيا) |